# Сельяландсфосс
Сельяландсфосс (исл. Seljalandsfoss) — один из самых известных водопадов в Исландии, в регионе Сюдюрланд. Это очень живописный водопад и его фотографии можно найти во множестве книг и календарей, и даже является началом повествования в телевизионной передаче The Amazing Race 6, Этап первый.
Сельяландсфосс расположен между населёнными пунктами Сельфосс, Хвольсвёдлюр, Скоугар и водопадом Скоугафосс. Находится на пересечении 1-го маршрута окружной дороги.
Водопад находится на реке Сельяландсау (исл. Seljalandsá) и возвышается на 60 м (200 футов) над скалами бывшей береговой линии. Глубокий отступ позади водопада позволяет свободно передвигаться за ним, наблюдая тем самым за Сельяландсфоссом со всех сторон. Особо рекомендуется посещать водопад в вечерние часы, когда освещение вокруг водопада становится более насыщенным.
Рядом с водопадом располагается небольшой лагерь.

## Галерея

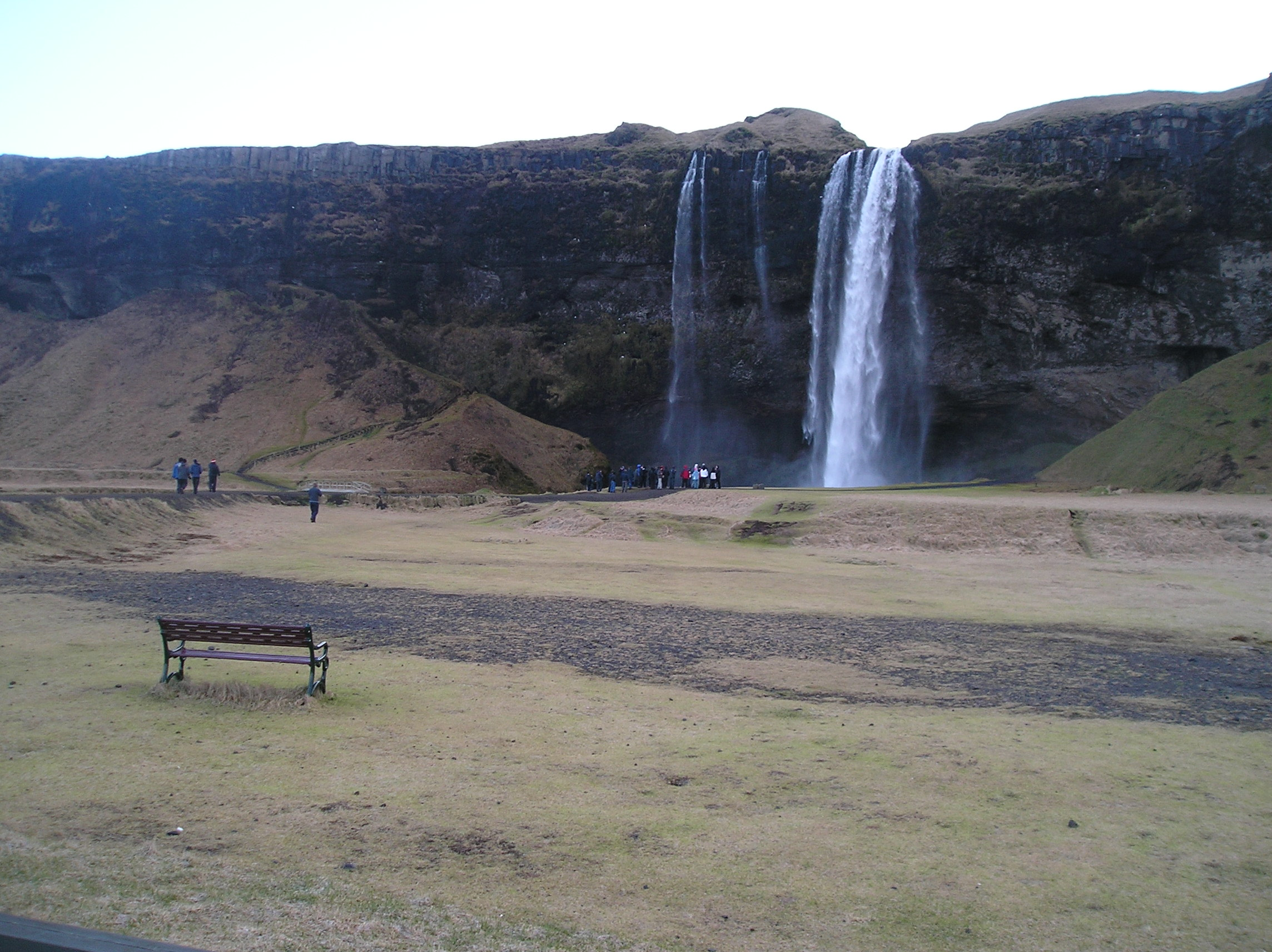
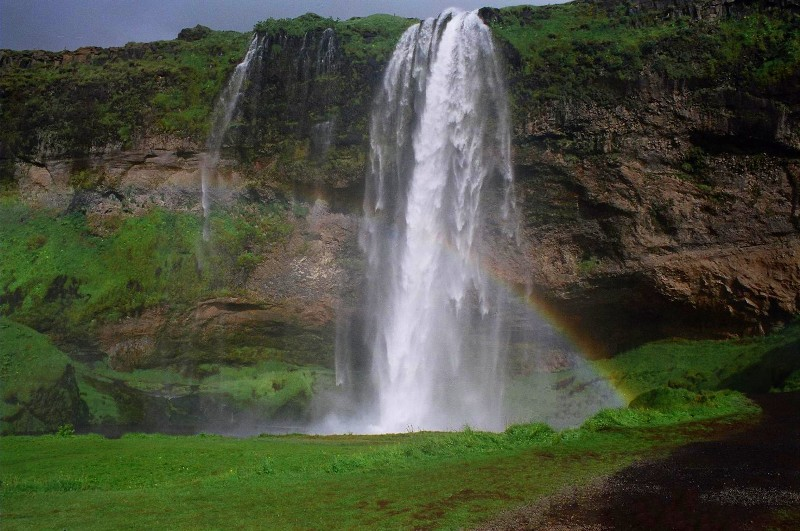
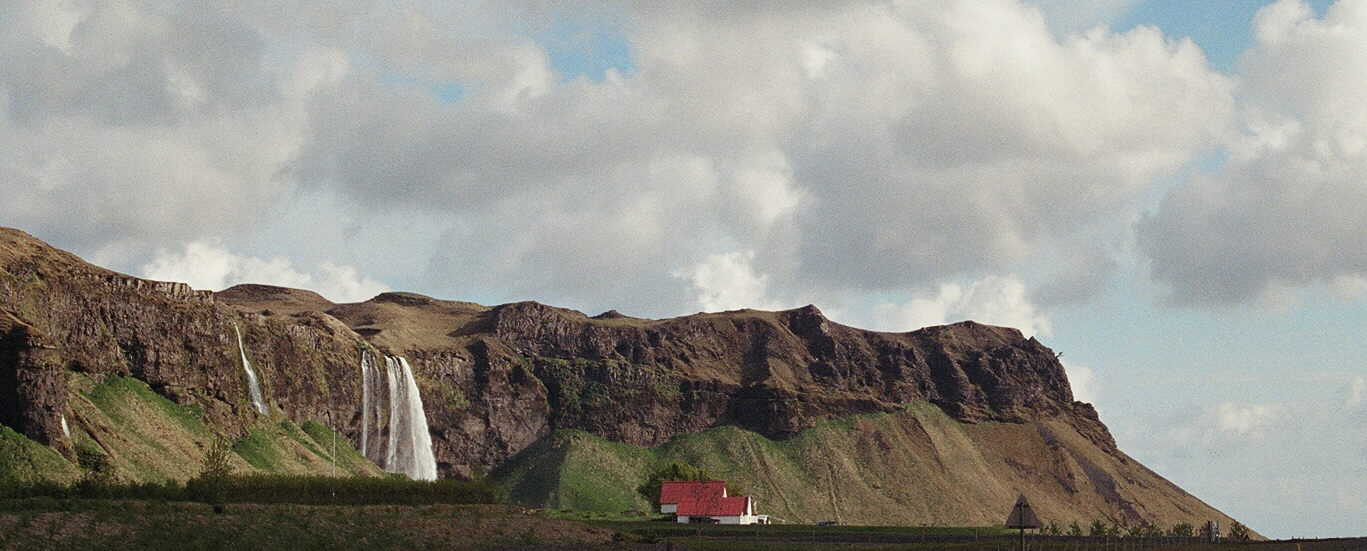
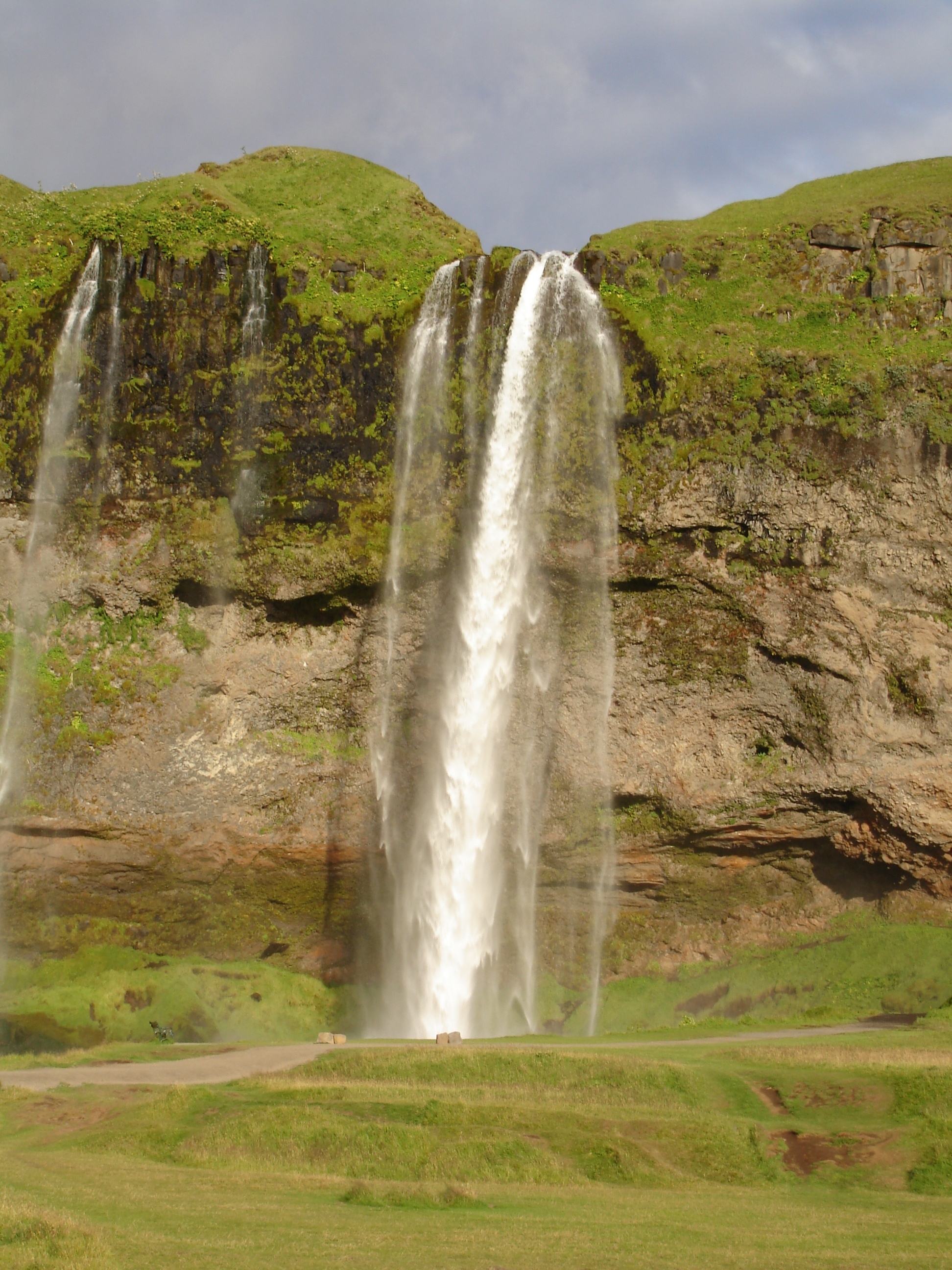
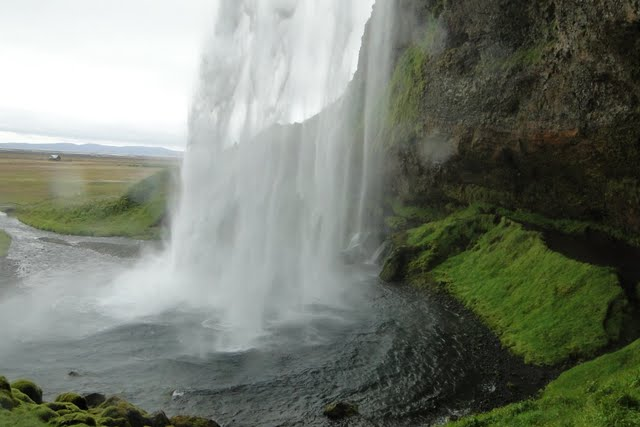